# Breisgauer Bucht
Die Breisgauer Bucht ist eine naturräumliche Gliederungseinheit im Süden von Baden-Württemberg, deren zentraler Naturraum die Freiburger Bucht (im engeren Sinne) darstellt. Synonym zur Breisgauer Bucht wurden die Begriffe Freiburger Bucht (im weiteren Sinne) und Mooswald benutzt. Diese sind jedoch zudem in der geographischen Landesaufnahme von Deutschland bzw. im Handbuch der naturräumlichen Gliederung Deutschlands mit einer abweichenden Bedeutung enthalten. Benannt wurde die Breisgauer Bucht nach der Region Breisgau.
Geprägt wurde der Begriff durch den 1966 gegründeten Abwasserzweckverband Breisgauer Bucht mit seiner Kläranlage auf der Gemarkung Forchheim. Jörg Stadelbauer beschrieb die Breisgauer Bucht im Jahr 1980 als Bereich zwischen Rhein und Vorbergzone, der durch folgende Naturräume begrenzt wird:
|       | Kaiserstuhl                                 | Lahr-Emmendinger-Vorbergzone |
| Rhein | Kompassrose, die auf Nachbargemeinden zeigt | Schwarzwald-Hauptverwerfung  |
|       | Markgräflerland                             |                              |

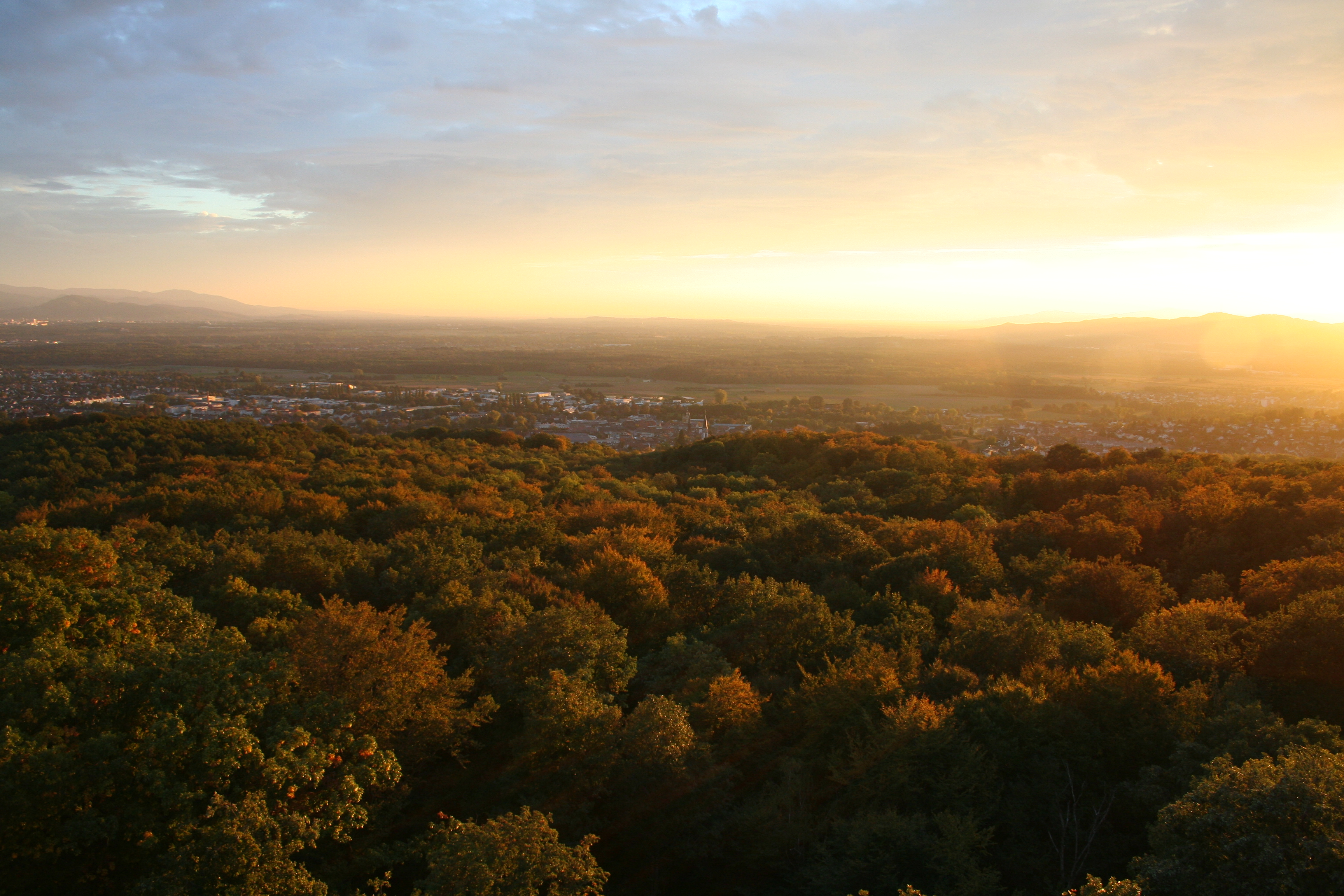
Breisgauer Bucht

Zusätzlich zur Freiburger Bucht im engeren Sinne gehören folgende Teilräume zur Breisgauer Bucht:
- Staufener Bucht und Neumagen-Möhlin-Niederung
- Schönberg-Gruppe
- Tuniberg, Nimberg und Mengener Brücke
- Elz-Dreisam-Niederung